# مهدي (فيروس)
مهدي هو برنامج كمبيوتر ضار اكتُشفَ في شباط/فبراير 2012 وأُبلغ عنه في تمّوز/يوليو من نفسِ العام. وفقًا لكاسبرسكي لاب و سيكيليرت (بالإنجليزية: Seculert)‏ – وهي الشركة الأمنية التي اكتشفت البرنامج الضار – فقد استُخدمَ فيروس مهدي للتجسس الإلكتروني منذ كانون الأول/ديسمبر 2011 حيث أصابَ 800 جهاز كمبيوتر على الأقل في إيران ودول شرق أوسطيّة أخرى. تمّت تسمية الفيروس باسمِ المهدي نسبة للملفات التي يَكتبها بهذا الاسم كما يُشير إلى الشخصية التي يؤمنُ المسلمون بظهورها في «آخر الزمان» محمد المهدي.